# Frattamaggiore
Frattamaggiore es un municipio italiano localizado en la ciudad metropolitana de Nápoles, región de Campania. Se ubica a 10 km en línea recta al norte de Nápoles, en su área metropolitana. Cuenta con 29 738 habitantes en 5,32 km².
Frattamaggiore limita con las siguientes comunas: Arzano, Cardito, Casoria, Crispano, Frattaminore y Grumo Nevano, en la ciudad metropolitana de Nápoles, y con Sant'Arpino, en la provincia de Caserta.
Posee el título de "Ciudad Benedictina", otorgado por el Orden de San Benito en 1997, y de "Ciudad de Arte", concedido por la Provincia de Nápoles en 2009. Fue sede de una sección del Tribunal de Nápoles hasta el 2013 y actualmente es sede de una Oficina del juez de paz.

## Historia
El primer documento donde se menciona el nombre de Frattamaggiore (la antigua Fracta) data del año 923 y pertenecía al cartulario del Monasterio de San Sebastián en Nápoles. Sin embargo la zona, según los documentos de los Regii Neapolitani Archivi Monumenta, estaba habitada por campesinos y pequeños terrateniente ya en el 820. La hipótesis más acreditada, sustentada por el historiador Bartolommeo Capasso y respaldada por algunos hallazgos arqueológicos, es que ya desde los primeros siglos antes de Cristo en el territorio hubieran pequeños asentamientos humanos que provocaron una progresiva deforestación.
Tras la devastación vandálica del 455, los habitantes de Atela, para ampararse de las incursiones, no solo edificaron el pueblo hoy llamado Sant'Arpino, sino también construyeron un castillo como atalaya ante las murallas de la ciudad de Atela, situado en Via Castello (hoy Via Genoino) de la actual Frattamaggiore. Justo alrededor del castillo, a los habitantes autóctonos de Fracta, sobre todo leñadores, en el 850 se agregó una colonia de prófugos de Miseno, huidos de la ciudad costera destruida por los sarracenos. Llegados a los matorrales del agro atelano, los sobrevivientes de Miseno importaron sus costumbres y cultos: transformaron los bosques en territorio agrícola, cultivaron el cáñamo, instalaron las primeras rudimentarias hiladoras y edificaron un suntuoso templo en honor de San Sossio de Miseno, mártir junto a San Jenaro. Aún hoy, en el centro de Frattamaggiore, hay una calle que se llama Via Miseno testimoniando los orígenes de la ciudad.

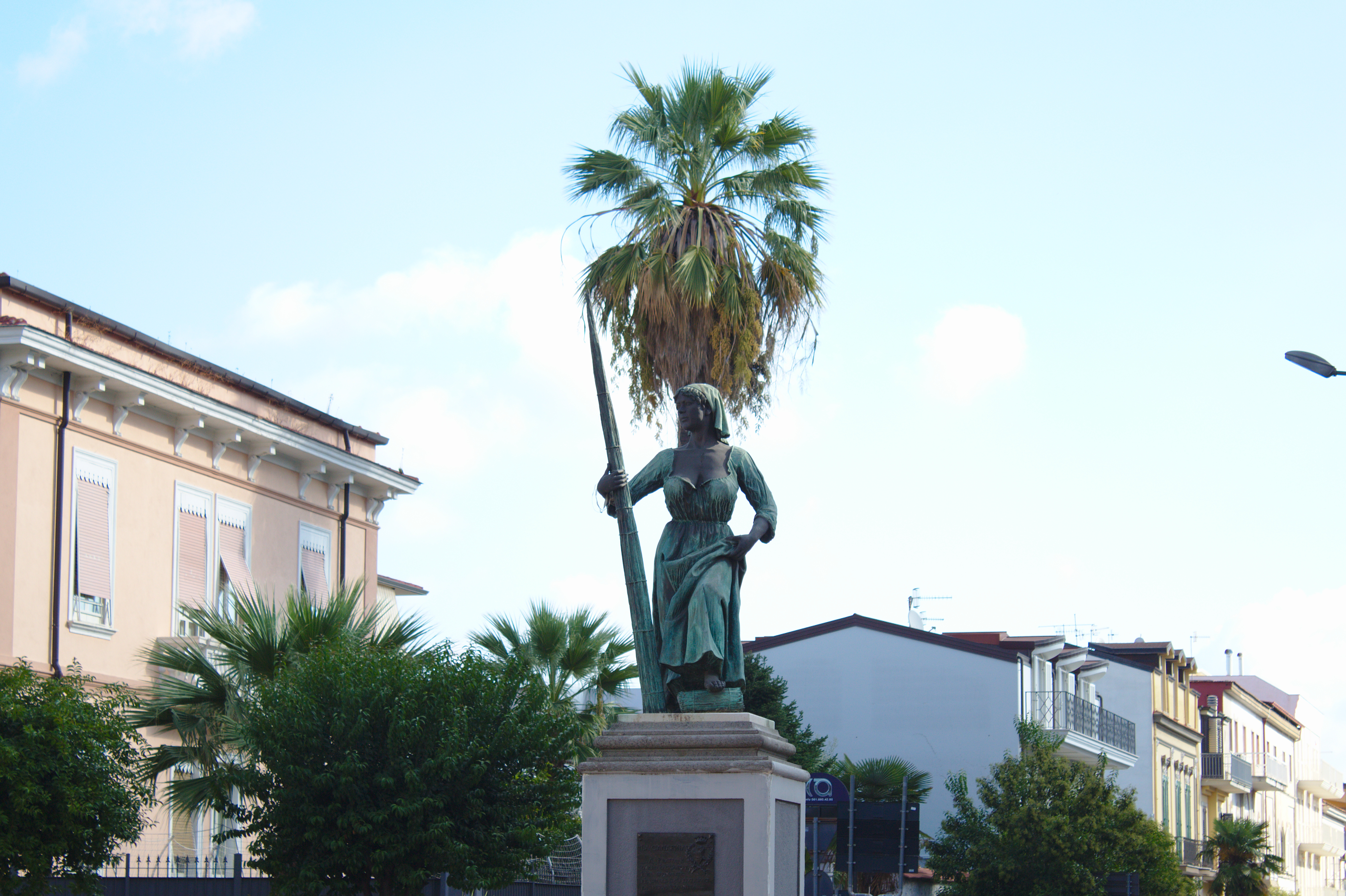
Monumento a la Canapina (cultivadora de cáñamo).

Algunos documentos del período normando y angevino (siglos XII y XIV) conciernen la constitución de feudos en el territorio, los comercios y las actividades relativas al cultivo del cáñamo y a la fabricación de sogas, herencia de las atávicas actividades marineras de Miseno. Otros documentos de carácter eclesiástico, como los de la Ratio decimarum de los siglos XIII y XIV, se refieren a la unicidad de la devoción por San Sossio en la antigua Ecclesia sancti Sossii (Iglesia de San Sossio).
Durante el dominio normando (1030-1266) Fracta fue denominada Fracta Major y se configuró como un burgo enlazado a Nápoles por los asuntos civiles y a Aversa por los eclesiásticos. Al período aragonés-español (1442-1507) se remonta la parte más antigua del tejido urbano, con la presencia de edificios con patios señoriales y espacios de trabajo agrícola y producción del cáñamo. En 1493 Frattamaggiore se convirtió en sede de la Gran Corte de la Vicaría, mientras que sus sogas se exportaban por todo el Imperio español. En 1630 la universitas de Frattamaggiore fue cedida como feudo al Barón de Sangro, pero tres años después logró rescatarse. Durante el período borbónico la artesanía del cáñamo se concentró en una florida industria textil, que entre los finales del siglo XIX y el comienzo del XX alcanzó los máximos niveles europeos.

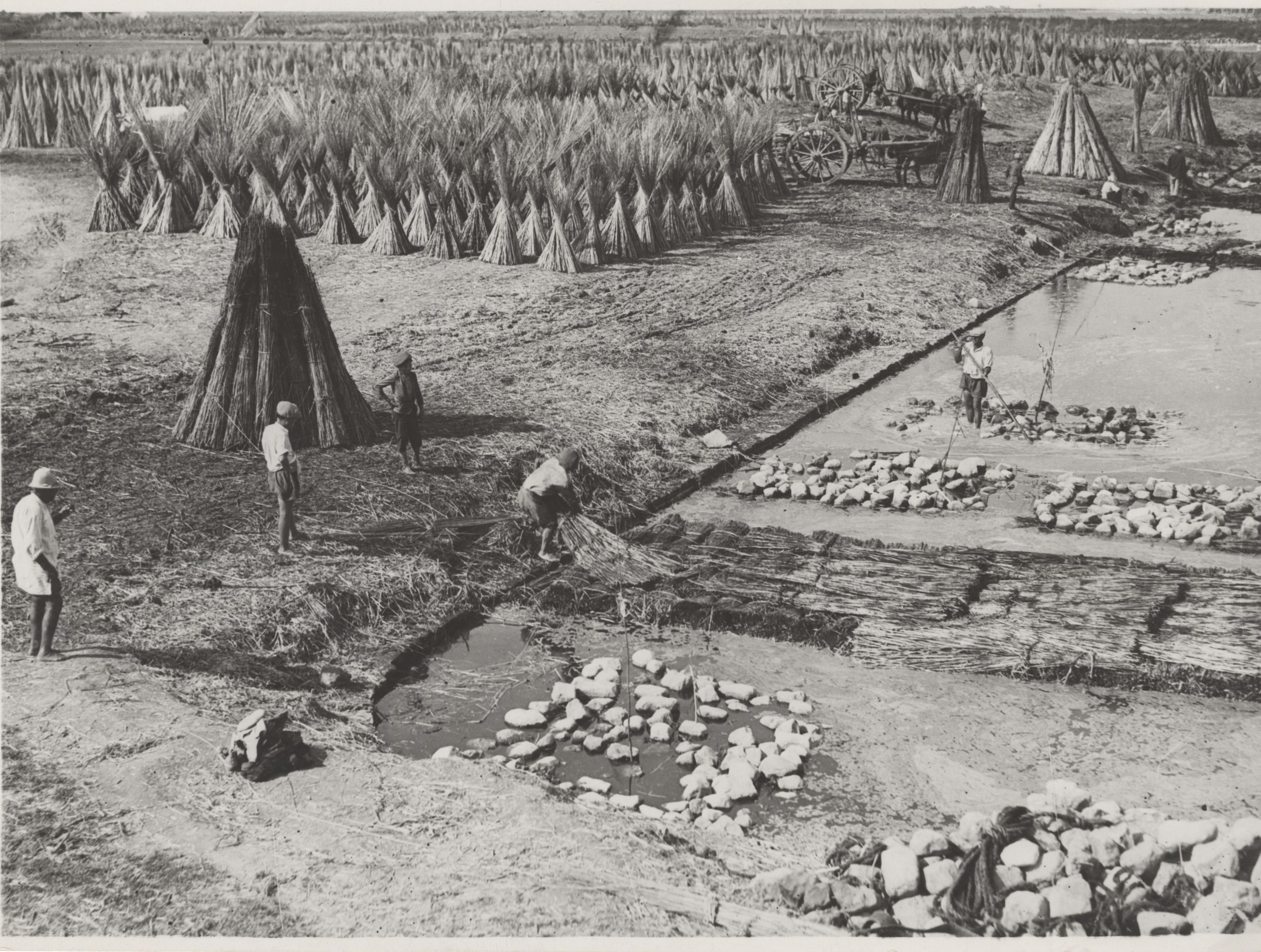
Cultivación de cáñamo en Frattamaggiore (foto de 1930).

En 1901 se inauguró la red tranviaria y la iluminación eléctrica pública, mientras que el año siguiente Frattamaggiore fue elevada al rango de Città (ciudad) por el Rey de Italia Humberto I. En los últimos cinquenta años la ciudad ha cambiado su economía, modernizando sus servicios y extendiendo sus límites urbanos, y hoy aparece como uno de los centros más importantes del extrarradio napolitano.
La estructura urbana del casco antiguo todavía conserva huellas de las diferentes épocas históricas de la ciudad: el núcleo medieval alrededor de la monumental Basílica de San Sossio Levita y Mártir; los edificios, los lugares y los monumentos del período aragonés-español y borbónico; los edificios del siglo XIX y del comienzo del siglo XX, los espacios verdes históricos de la ciudad y las villas periféricas de la misma época. En el casco antiguo se destacan portales de travertino y piperno tallado, fachadas y mascarones barrocos, edículos y otros elementos de buena factura artística y arquitectónica.

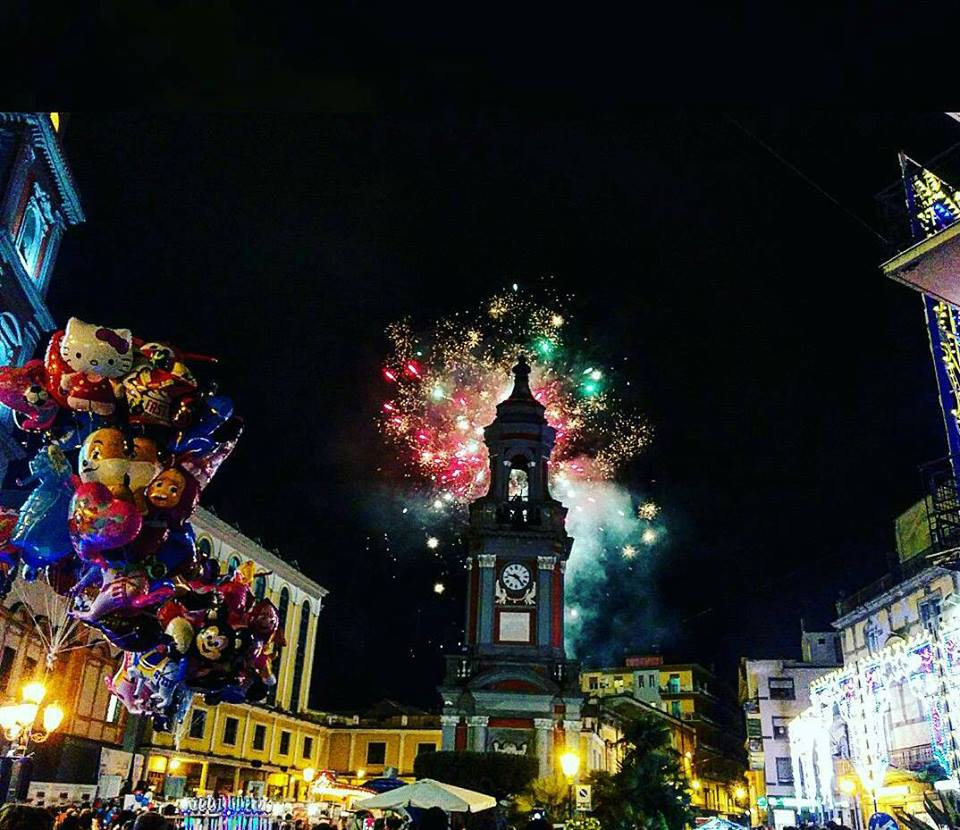
Fiesta de San Sossio.

Los santos patrones son San Sossio de Miseno, en honor al cual se erigió una iglesia en el siglo X, y Santa Juliana de Nicomedia, ya venerada en Cumas (de donde provinieron otros prófugos). 

## Monumentos y lugares de interés

### Edificios religiosos

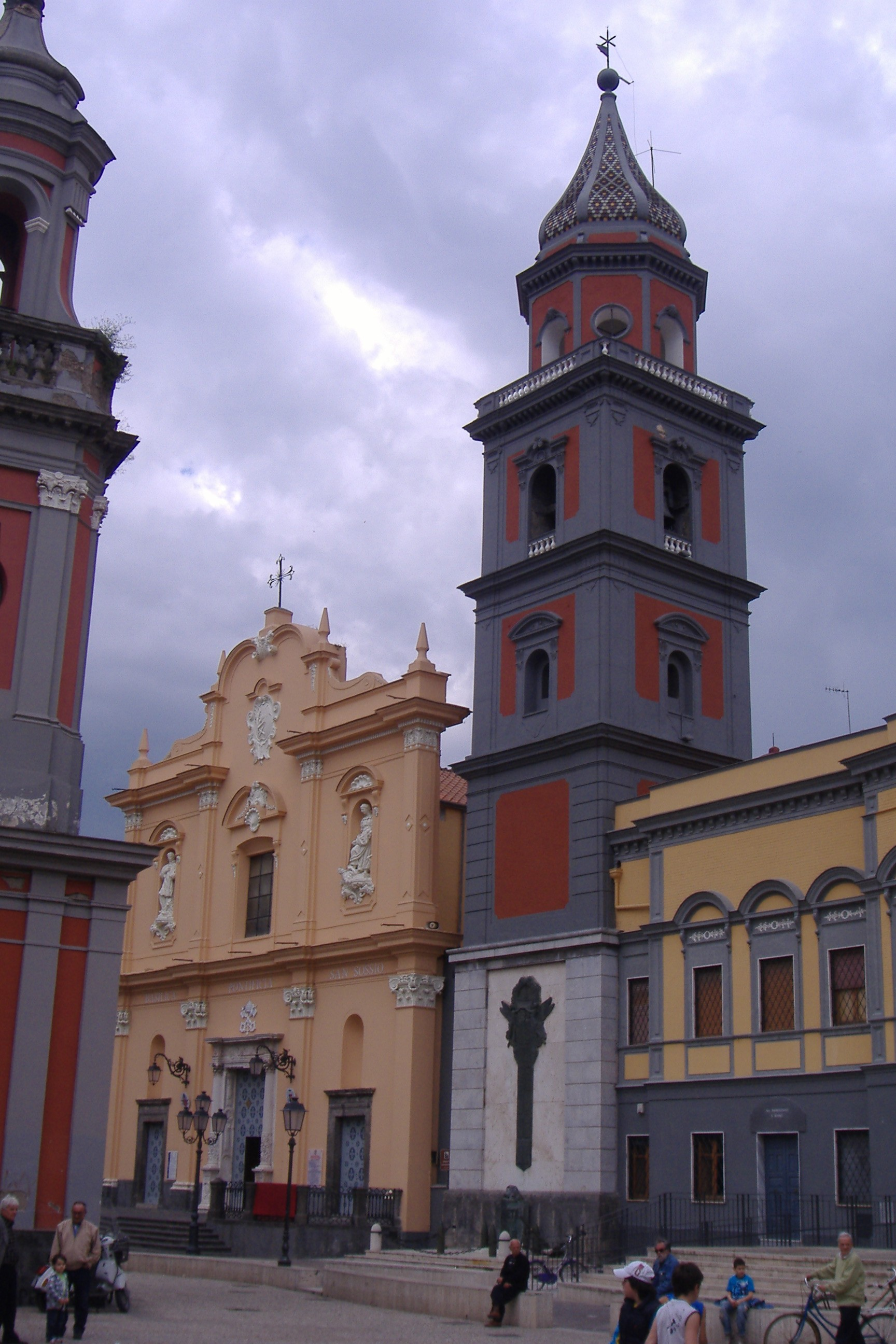
Basílica de San Sossio Levita y Mártir.

- Basílica de San Sossio Levita y Mártir (siglo X): presenta un armazón de roca piperno con rasgos estilísticos del gótico napolitano (naves); también hay elementos de estilo románico (cripta), renacentistas (portal y pila bautismal) y barroco napolitano (capillas y altares). La iglesia es dedicada también a Santa Maria de los Ángeles y alberga los restos mortales de San Sossio de Miseno y de San Severino de Nórico, patrón de Austria y Baviera. Está flanqueada por un campanario de 1546. Fue declarada Monumento Nacional en 1902.
- Iglesia de Santa Maria delle Grazie e Purgatorio (siglo XV): fue construida en la época aragonesa, en la antigua piazza dell'olmo (plaza del olmo); en el siglo XVI fue sede de la Cofradía de las Almas del Purgatorio. Alberga pinturas antiguas, estatuas de santos y puertas de madera con marquetería del siglo XVI.
- Iglesia de San Giovanni Battista (siglo XV): capilla privada fundada por Antonello De Lo Priete en 1487, alberga un sepulcro en el piso y tablas antiguas.
- Iglesia de la Santissima Annunziata y Sant'Antonio (siglo XVII): se construyó donde se levantaba un antiguo lugar de culto, constituido por un arco del acueducto atelano; alberga estatuas de santos de madera y objetos del siglo XVII.
- Iglesia de los Santos Ingenuino y Antonio (siglo XVII): se trata de la capilla privada de los contes Genoino; alberga tumbas de familia y antiguas inscripciones.
- Iglesia de Santa Maria Consolatrice degli Afflitti (siglo XVII secolo): iglesia adosada a un antiguo convento de los agustinos que posteriormente fue convertido en un hospital civil. En el centro aún conserva una bajada al cementerio de los monjes.
- Santuario de la Immacolata Concezione (siglo XIX): ocupa el sitio de la antigua capilla del Angelo Custode (siglo XIV); es sede de la antigua Cofradía de los Curas y posee antiguos altares, objetos devocionales del siglo XIX y un coro de madera de 1928 en el presbiterio, obra del ebanista Raffaele Mazzotta.
- Iglesia de San Filippo Neri (siglo XIX): fue construida tras una escisión entre el antiguo aquelarre del Carmine y el de San Felipe Neri. Alberga los restos mortales de San Secondiano Mártyr y un archivo con antiguos documentos notariales.
- Iglesia de San Rocco (siglo XIX): fue fundada para recuperar una antigua función religiosa procedente de la capilla de Santa Juliana (siglo XV) y de la devoción del homónimo aquelarre de la Iglesia de Sant'Antonio.
- Iglesia del Santissimo Redentore (1908): fue construida por exigencias pastorales debido al crecimiento demográfico de la ciudad. En ella se lleva a cabo una activa catequesis juvenil.
- Iglesia de Maria Santissima di Casaluce: fue fundada en el sitio de una capillita donde se veneraba un antiquísimo icono de la Virgen con características bizantinas (siglos X-XV)-
- Iglesia de Maria Santissima Assunta in Cielo (1956): fue edificada en la periferia sur como consecuencia del crecimiento demográfico de Frattamaggiore.
- Iglesia de Maria Santissima del Carmine (siglo XX): reemplazó una iglesia del siglo XV que estuvo en Piazza Umberto I hasta su demolición en 1958.

### Edificios civiles
- Palacio Niglio-Iadicicco (siglo XVII).
- Palacio Lupoli (siglo XVIII).
- Palacio Pezzullo (siglo XVIII).
- Palacio Spena (siglo XVIII).
- Palacio Sannino Tarantino (siglo XVIII).
- Palacio Muti (siglo XIX).
- Palacio Vergara (siglo XIX).
- Villa Lendi (siglo XIX).
- Palacio Ferro (siglo XIX).
- Palacio Russo (siglo XX).
- Palacio Matacena (siglo XX).
- Villa Cirillo (siglo XX).

## Demografía
| Gráfica de evolución demográfica de Frattamaggiore entre 1861 y 2011 |
|                                                                      |
| Fuente ISTAT - elaboración gráfica de Wikipedia                      |

## Transportes

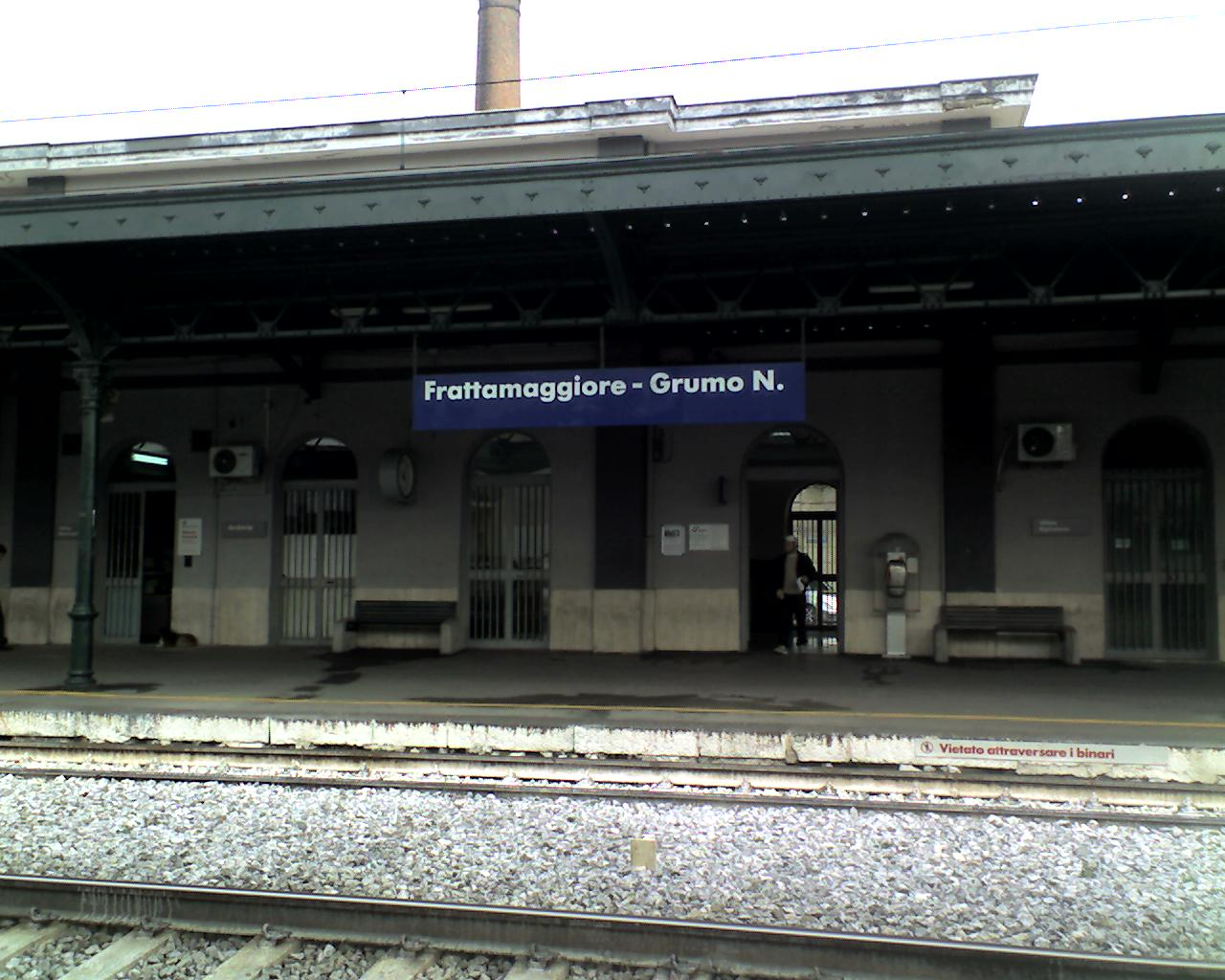
La estación de ferrocarril.

### Carreteras
: autovía que conecta los municipios en la parte norte de la Ciudad metropolitana de Nápoles.

### Ferrocarril
En el territorio municipal de Frattamaggiore se encuentra la estación de Frattamaggiore-Grumo Nevano, ubicada en la línea férrea Roma-Formia-Nápoles.

### Movilidad urbana
La comuna está servida por varuas líneas extraurbanas de autobuses de la CTP (Compañía Transportes Públicos de Nápoles), sociedad que forma parte del consorcio UnicoCampania, que conducen a Nápoles y otros municipios como Afragola, Arzano, Caivano, Casavatore, Caserta, Casoria, Crispano, Frattaminore, Orta di Atella, Sant'Antimo y Sant'Arpino.

## Personajes célebres

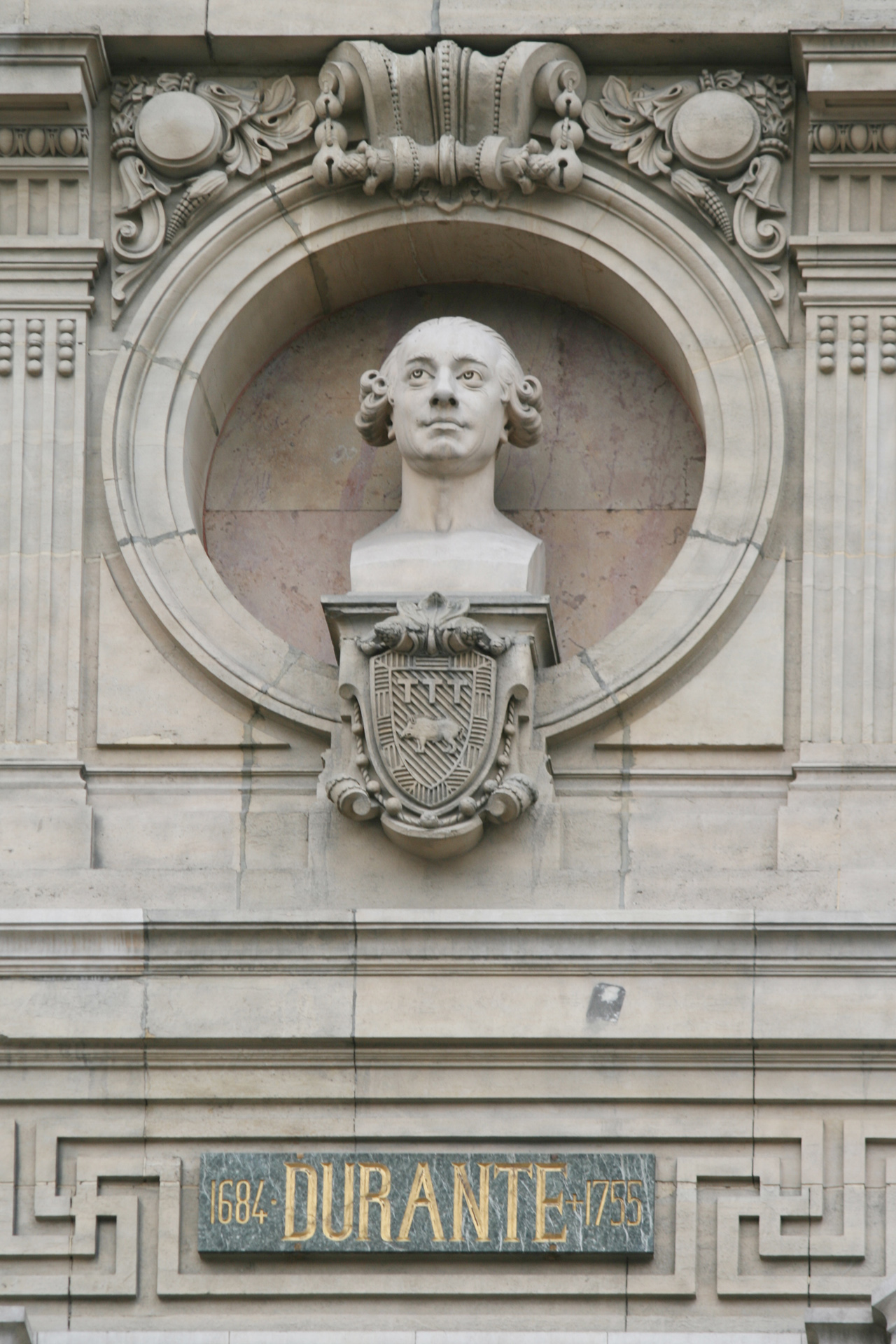
Busto de Francesco Durante en la fachada de la Ópera Garnier de París, con el escudo de Frattamaggiore.

- Massimo Stanzione (1585-1656), pintor;
- Francesco Durante (1684-1755), compositor;
- Vincenzo Lupoli (1737-1800), obispo y escritor;
- Michele Arcangelo Lupoli (1765-1834), arzobispo, latinista, arqueólogo y teólogo;
- Giulio Genoino (1771-1856), poeta y libretista;
- Modestino de Jesús y María (1802-1854), religioso y beato de la Iglesia católica;
- Bartolommeo Capasso (1815-1900), historiador y archivero;
- Antonio Dattilo Rubbo (1870-1955), pintor y profesor de arte;
- Federico Pezzullo (1890-1979), obispo y siervo de Dios;
- Enrico Falqui (1901-1974), escritor y crítico literario;
- Mario Vergara (1910-1950), presbítero y misionero mártir, beato de la Iglesia católica;
- Sirio Giametta (1912-2005), arquitecto;
- Nunzia Fumo (1913-1992), actriz de cine y teatro;
- Galeazzo Dondi (1915-2004), jugador y entrenador de baloncesto;
- Gennaro Marchese (1918-1993), árbitro de fútbol;
- Sossio Giametta (1929), filósofo, traductor, periodista y novelista;
- Franco Del Prete (1943-2020), baterista;
- Giuseppe Rocca (1947), director de cine y teatro;
- Antonio Pezzella (1948-2009), político;
- Arcangelo Pezzella (1948), árbitro de fútbol;
- Alessandro D'Errico (1950), arzobispo y nuncio apostólico;
- Federico Del Prete (1957-2002), sindicalista;
- Marco De Simone (1963), exfutbolista y entrenador;
- Assunta Legnante (1978), atleta especializada en el lanzamiento de peso;
- Francesco Lodi (1984), exfutbolista y dirigente deportivo;
- Lorenzo Insigne (1991), futbolista;
- Roberto Insigne (1994), futbolista.
- Davide Costanzo (2002), futbolista.